# Thereva eggeri
Thereva eggeri är en tvåvingeart som beskrevs av Lyneborg 1974. Thereva eggeri ingår i släktet Thereva och familjen stilettflugor. Inga underarter finns listade i Catalogue of Life.